# Département de la péninsule
Le département de la péninsule est un commandement de l'armée confédérée dont l'existence ne dure que quelques mois (du 26 mai au 12 avril 1862) au début de la guerre de Sécession.

## Historique
Le département de la péninsule est créé pour faire face à la menace des forces de l'Union postée au fort Monroe. Il comprend initialement la basse péninsule de Virginie, comprise entre le fleuve James et la rivière York et entre Hampton et Jamestown. Le colonel John B. Magruder est nommé à la tête du département. 
Le 31 mai 1861 assume le commandement du département à compter du 31 mai, jusqu'à ce qu'il soit déterminé que l'ancienneté de Magruder prévale. Ce dernier reprend alors le commandement du département à partir du 17 juin 1861. Le quartier général est situé à Yorktown, en Virginie.
Magruder met en œuvre l'édification et le renforcement des fortifications ainsi des manœuvres de déception qui participent à l'arrêt de la progression des troupes de l'Union lors de la campagne de la Péninsule.
Comme Magruder réalise qu'il a besoin de temps pour établir sa ligne de défense, il établit une position avancée à Big Bethel pour inciter Benjamin Franklin Butler à attaquer. Le 10 juin 1861, la force militaire du département repousse une offensive de l'Union lors de la bataille de Big Bethel. Deux jours plus tard, cette force est formellement créée en tant qu'armée de la Péninsule.
Trois lignes de défenses sont construites en travers de la péninsule pour s'opposer aux forces de l'Union. La première avancée qui passe par Big Bethel, Young's Mill, Howard's Brigde et Ship's Point sur la rivière Poquoson doit permettre de harasser les troupes de l'Union qui fourragent à partir de leurs positions. La ligne principale nommée ligne Warwick-Yorktown et une protection fluviale supplémentaire comprend quatorze redoutes. Il faudra 600 esclaves par jour et des soldats pour édifier cette ligne de défense.
Le 6 août 1861, Magruder apprend d'un journal de New York l'intention des fédéraux d'utiliser la ville abandonnée de Hampton pour servir de logement à ses soldats et aux esclaves en fuite. Il ordonne alors la destruction de la ville, et le lendemain les confédérés incendient la ville.
Le 26 août 1861, le département est étendu aux comtés du Middlesex, de Matthews et de Gloucester.
Le 18 septembre 1861, le département est de nouveau étendu, comprenant désormais les comtés de King and Queen, de King William, de Prince George et de Surry.
La campagne de la Péninsule et la bataille de Sept Jours se déroulent principalement à l'intérieur du département.
Le 12 avril 1862, le département est fusionné avec le département de Virginie du Nord,.

### Commandants

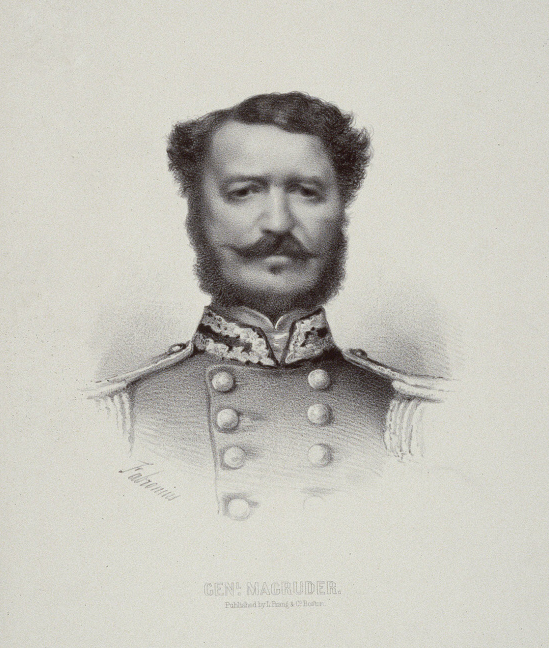
John B. Magruder
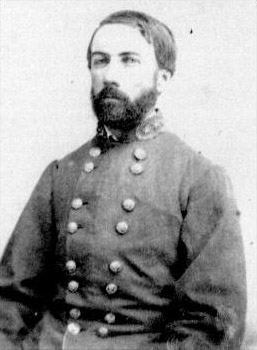
Daniel Harvey Hill

- Colonel John B. Magruder - 26 mai 1861 - 31 mai 1861[3]
- Daniel Harvey Hill (temp) - 31 mai 1861 - 17 juin 1861[3]
- John B. Magruder - 17 juin 1861 - 12 avril 1862[3]